# Киназа дегидрогеназы α-кетокислот с разветвлённой цепью
Киназа дегидрогеназы α-кетокислот с разветвлённой цепью  (англ. Branched chain α-ketoacid dehydrogenase kinase, сокр. BCKDK) — фермент (КФ 2.7.11.4 ) из семейства протеинкиназ (класс трансферазы), катализирующий реакцию фосфорилирования или переноса фосфатной группы (неорганического фосфата Pi) от молекулы ATP, на остаток серина дегидрогеназы α-кетокислот с разветвлённой цепью (BCKDC). Этот фермент является частью семейства митохондриальных протеинкиназ и регулятором катаболических путей разветвлённых аминокислот (BCAA) — валина, лейцина и изолейцина. BCKDK обнаруживается в митохондриальном матриксе, и его распространённость зависит от типа клетки. Гепатоциты (клетки печени), как правило, имеют самую низкую концентрацию BCKDK, тогда как клетки скелетных мышц имеют самую высокую концентрацию. Аномальная активность этого фермента часто приводит к таким заболеваниям, как лейциноз (болезнь „кленового сиропа“) и кахексия.

## Структура
Структура BCKDK включает в себя характерный нуклеотидсвязывающий домен и четырёхспирального домен, аналогичные некоторым аспектам протеингистидинкиназ, которые участвуют в двухкомпонентных системах передачи сигналов. BCKDK также представляет собой димер с остатком Leu389, расположенным между димерами, и считается, что эта димеризация важна для его киназной активности и стабильности белка. Более того, он состоит из 382 аминокислотных остатков и имеет молекулярную массу 43 кДа. Ген BCKDK расположен на 16 хромосоме (p-плечо, короткое плечо) в локусе 16p11.2, имеет 11 экзонов, лишён ТАТА-бокса и инициаторного элемента (INR).

## Функция
BCKDK регулирует активность дегидрогеназного комплекса α-кетокислот разветвлённой цепью (BCKDC) посредством фосфорилирования и инактивации. Данная инактивация приводит к увеличению содержания аминокислот с разветвлённой цепью (BCAA), что, как считается, снижает окислительный стресс; однако доказано, что слишком большое количество BCAA токсично для человека. Таким образом, BCKDK является жизненно важным инструментом для поддержания гомеостаза BCAA. Как указывалось ранее, концентрации BCKDK варьируются в зависимости от типа наблюдаемой ткани, тогда как концентрация BCKDC одинакова в любой ткани. Хотя концентрация BCKDC постоянна, количество BCKDK определяет активность дегидрогеназного комплекса. Поскольку в ткани печени наблюдается самая низкая концентрация BCKDK, активность BCKDC считается самой высокой, что указывает на тот факт, что киназа BCKD обратно пропорционально влияет на активность BCKDC.

## Клиническое значение
Нарушения в активности BCKDС часто приводят к патологическим состояниям, поэтому для её регуляции необходима киназа BCKD.  В гене BCKDK часто происходят мутации, приводящие к отклонениям в работе фермента BCKDС. Чрезвычайно высокая активность комплекса BCKDС увеличивает катаболизм аминокислот с разветвлённой цепью и деградацию белка в скелетных мышцах, что является отличительной чертой кахексии. Дефицит активности BCKDC был основной причиной редкого метаболического заболевания — лейциноза, которая может привести к умственной отсталости, отёку мозга, судорогам, коме и смерти, если не проводить правильное лечение путём пожизненного ограничения потребления аминокислот с разветвлённой цепью. Поскольку BCKDK регулирует BCKDС, который, в свою очередь, катализирует распад BCAA, BCKDK является одним из факторов, определяющих концентрацию уровней BCAA. Высокий уровень BCAA может привести к инсулинорезистентности и может быть потенциальным маркером сахарного диабета 2 типа. Накопление BCAA также может привести к врождённым порокам сердца и сердечной недостаточности. Кроме того, низкие уровни BCAA были описаны как причина сопутствующей умственной отсталости, аутизма и эпилепсии. 
Дефицит BCKDK, впервые описанный в 2012 году, является расстройством, которое можно рассматривать как "противоположность" болезни кленового сиропа, поскольку у пациентов снижен уровень аминокислот с разветвлённой цепью, а не повышен. Это заболевание характеризуется наличием признаков аутизма с эпилептиформными аномалиями на ЭЭГ и судорогами.